# 梵鼠

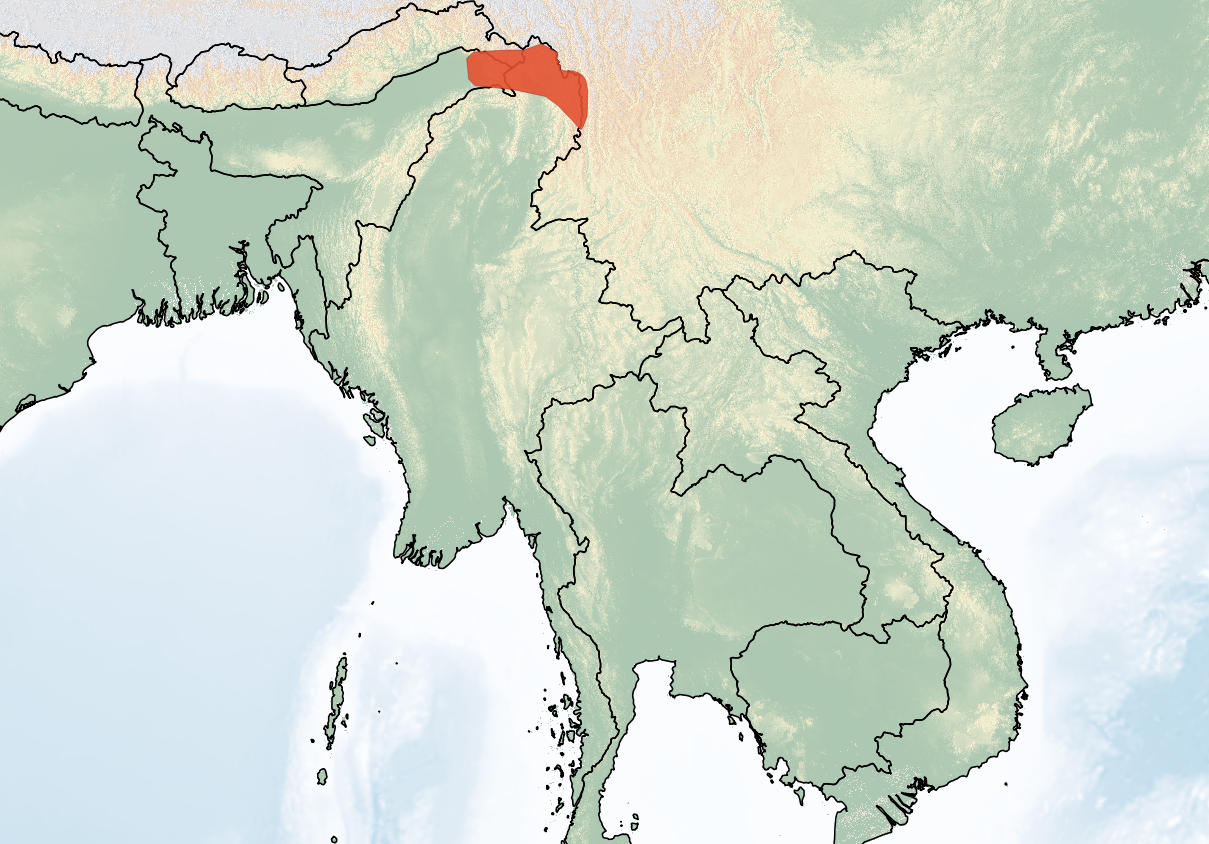
梵鼠的分布範圍

梵鼠（学名：Niviventer brahma）也称灵家鼠，一种于分布于印度东北部、缅甸北部及中国云南西部地区的啮齿动物，隶属于鼠科白腹鼠属灰腹鼠种团。本种是英国动物学家奥德菲尔德·托马斯于1914年描述发表。中国最早于云南高黎贡山南部泸水市境内发现梵鼠的分布。